# Uidemar
Uidemar Pessoa de Oliveira, mais conhecido como Uidemar (Damolândia, 8 de janeiro de 1965), é um treinador e ex-futebolista que atuava como segundo volante.

## Carreira

### Jogador
Na juventude, trabalhou como office-boy em uma loja de confecções e chegou a abandonar a carreira em 1979, quando o pai faleceu, e em 1981, após uma operação no fêmur.
Uidemar começou no Goiás, pelo qual se sagrou tricampeão goiano. Teve destaque nacional da Copa União de 1987. Em dezembro de 1987, foi convocado por Carlos Alberto Silva para a Seleção Brasileira e atuou por sete minutos no amistoso contra a Alemanha Ocidental, no Estádio Mané Garrincha.
Em 1989, foi convocado por Sebastião Lazaroni para disputar as Eliminatórias para a Copa do Mundo de 1990.
Em seguida, ainda em 1989, foi para o Flamengo, onde teve a oportunidade de atuar ao lado de grandes nomes do futebol, tais como Júnior, Renato Gaúcho e Zinho.
Entre 1989 e 1993, período em que ficou no Flamengo, participou de momentos que entraram para a história do clube, tais como as conquistas da Copa do Brasil de 1990 e do Campeonato Brasileiro de 1992. Exímio marcador, sua função primordial era dar mais liberdade a Júnior, o grande armador daquela bem sucedida equipe rubro-negra, embora durante muito tempo tenha atuado também na lateral-direita da equipe.
Depois do Flamengo, se transferiu ao León do México no segundo semestre de 1993.
Retornou para o Goiás em 1995, e esteve no Botafogo, quando foi campeão da Taça Cidade Maravilhosa, e mais tarde, naquele mesmo ano, passou pelo Fluminense. em 1999, encerrou sua carreira, aos 34 anos de idade, jogando pelo Paysandu.

### Treinador
Estreou como treinador, no Penarol, onde conquistou o Campeonato Amazonense, e saiu do comando, em junho e no mês seguinte, retornou ao comando para a disputa da Série D.
No fim de 2011, acertou com o Nacional de Manaus, para 2012. Pelo clube, conquistou o título do Campeonato Amazonense em 2012.
Em 2013, treinou a Aparecidense-GO.
Em 2014, dirigiu o Interporto e conquistou o Campeonato Tocantinense.
Assumiu o Interporto para temporada 2023, para a disputa do Estadual, Série D e Copa Verde. Deixou o clube após três jogos, com três derrotas.
Em 10 de dezembro de 2023, assumiu o Cametá. Dirigiu o clube em dois jogos pelo Parazão de 2024 e deixou o clube alegando problemas pessoais.

## Títulos

### Jogador
Goiás
- Campeonato Goiano: 1986[24], 1987, 1989

Flamengo
- Campeonato Carioca: 1991[25][26]
- Taça Rio: 1991
- Copa do Brasil: 1990[1]
- Campeonato Brasileiro: 1992

Botafogo
- Taça Cidade Maravilhosa: 1996

### Treinador
Penarol
- Campeonato Amazonense: 2011

Nacional-AM
- Campeonato Amazonense: 2012

Interporto
- Campeonato Tocantinense: 2014